# For once in my life: A celebration of Motown
For once in my life: A celebration of Motown es el noveno álbum de estudio del grupo musical de crossover clásico Il Divo, formado por el cuarteto vocal masculino cuyos miembros son Urs Bühler, Carlos Marín, David Miller y Sébastien Izambard.

## Créditos y personal
Il Divo
- Carlos Marín – barítono
- Sébastien Izambard – pop
- David Miller – tenor

- Urs Bühler – tenor

## Contenido
El álbum contiene canciones en Inglés.

## Lista de canciones
- 1.Ain't No Mountain High Enough - con Marvin Gaye
- 2.For once in my life
- 3.The tracks of my tears - con Smokey Robinson
- 4.My girl
- 5.I'll make love to you - con Boyz II Men
- 6.River deep mountain high
- 7.I'll be there
- 8.Reach Out I'll Be There
- 9.Say You, Say Me
- 10.My cherie amour